# 一峰大二
一峰大二（1935年12月19日—2020年11月27日）是一位日本漫画家，本名叫寺田国治。

## 生平
1935年出生于东京都荒川区，1960年代开始创作奥特系列。
2020年11月27因为脑出血和大葉性肺炎逝世，享年85岁。

## 荣誉
2005年获得第34届日本漫画家协会奖特别奖。